# Jay McShann
Jay McShann (Muskogee, 12 gennaio 1916 – Kansas City, 7 dicembre 2006) è stato un musicista e cantante statunitense, esponente della musica blues.

## Biografia
Soprannominato Hootie, è nato in Oklahoma ed è diventato un musicista professionista nel 1931. Trasferitosi a Kansas City (Missouri), ha collaborato come direttore d'orchestra blues, compositore e musicista con Charlie Parker, Al Hibbler, Ben Webster, Bernard Anderson, Gene Ramey e altri artisti negli anni '40. Dopo la seconda guerra mondiale ha lavorato con Jimmy Witherspoon. Negli anni '60 diventa cantante di musica popolare e pianista.
È morto a 90 anni ed è inserito nella Blues Hall of Fame.